# José Luis Martínez Sansalvador
José Luis Martínez Sansalvador (Barcelona, 20 de febrero de 1933-Barcelona, 11 de marzo de 2006), más conocido como José Luis Sansalvador, fue un actor, director y ajustador de doblaje español. Fue considerado una de las voces más activas y versátiles desde finales de la década de 1950 hasta mediados de los años 90.[cita requerida]
Estaba especializado en doblar a "tipos duros" de la talla de Gene Hackman, Robert Mitchum (fue este el actor con el que más se identificaba), Humphrey Bogart, Lee Marvin, Charles Bronson y George Kennedy, entre otros. Algunos de los actores a los que ha doblado han sido doblados en otras ocasiones por Arsenio Corsellas.
Dobló a personajes muy distintos, desde Tarzán (interpretado por otro de sus habituales, Johnny Weissmüller), pasando por el sádico predicador Harry Powell, encarnado con gran pericia por Robert Mitchum en La noche del cazador, el padre de Indiana Jones interpretado por Sean Connery en Indiana Jones y la última cruzada, el general Douglas MacArthur, interpretado por Gregory Peck en 1978, el General George Patton, interpretado por George C. Scott en 1970, al famoso gobernador Tarkin de La Guerra de las Galaxias (1977) y el duro policía de narcóticos Jimmy 'Popeye' Doyle interpretado por Gene Hackman en French connection: contra el imperio de la droga y French Connection II. También dobló la voz en castellano de Porco Rosso en la película homónima de animación del Studio Ghibli, siendo Shuichiro Moriyama la voz original en japonés y Michael Keaton como encargado del doblaje en inglés. Otro de sus papeles más importantes fue el doblaje de Robert De Niro en el clásico El cazador.
Otros actores que también tuvieron su voz en España fueron: Henry Fonda, Charlton Heston, Burt Lancaster, Kirk Douglas, Sean Connery, Richard Harris, Rod Taylor, Peter Cushing, Joseph Cotten, Tom Selleck, Walter Matthau, Gregory Peck, Werner Klemperer, Christopher Plummer, Martin Balsam, George C. Scott, Rod Steiger, Donald Sutherland y Jack Palance.
Casado con la también actriz Gloria Roig, con la que tuvo 4 hijos: Alex, César, Gloria y Xavier, Sansalvador falleció a consecuencia de un ataque al corazón.
The French Connection, Cadena perpetua, Cara de ángel, La noche se mueve, El nombre de la rosa y El Cazador estaban entre sus películas favoritas.

## Número de doblajes de actores más conocidos
- Voz habitual de Robert Mitchum (en 23 películas) de 1964 a 1994.
- Voz habitual de Humphrey Bogart (en 15 películas, en doblajes póstumos) de 1971 a 1987.
- Antigua voz habitual de Gene Hackman (en 13 películas) desde 1972 a 1988.
- Voz habitual de George Kennedy (en 13 películas) de 1962 a 1989.
- Voz habitual de Rod Taylor (en 12 películas) de 1963 a 1994.
- Voz habitual de Lee Marvin (en 11 películas) de 1962 a 1995.
- Voz habitual de Kirk Douglas (en 11 películas) de 1966 a 2000.
- Voz habitual, aunque no principal, de Christopher Plummer (en 10 películas) de 1965 a 2002.
- Voz habitual de Charles Bronson (en 9 películas) de 1961 a 1994.
- Voz habitual de James Coburn (en 9 películas) de 1965 a 1992.
- Voz habitual de Walter Matthau (en 9 películas) de 1968 a 1995.
- Voz habitual, aunque no principal, de Charlton Heston (en 9 películas) de 1965 a 1976.
- Voz habitual, aunque no principal, de Sean Connery (en 8 películas) de 1974 a 1995.

- Datos: Q5941479